# Édouard Vuillard

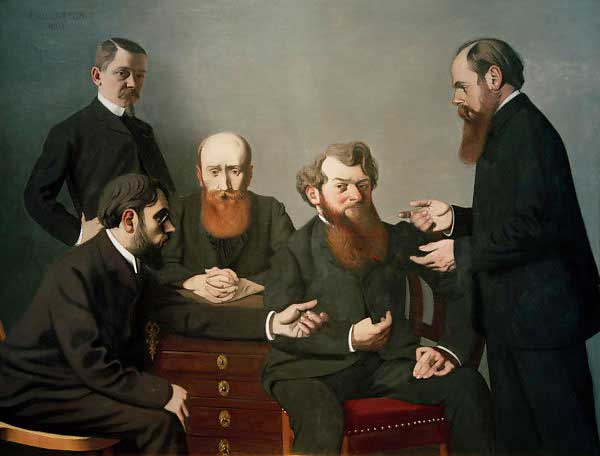
Cinq peintres ("Cinco pintores"), 1902-1903. De izquierda a derecha, de pie, el autor (Félix Vallotton), sentados, Pierre Bonnard, Édouard Vuillard y Charles Cottet, y de pie Ker-Xavier Roussel.

Jean-Édouard Vuillard (Cuiseaux, Borgoña, 11 de noviembre de 1868-La Baule-Escoublac, Países del Loira, 21 de junio de 1940) fue un pintor francés, así como ilustrador perteneciente al grupo de los Nabis.

## Vida y carrera
Jean-Édouard Vuillard, hijo de un capitán retirado, pasó su juventud en Cuiseaux (Saona y Loira); en 1878 su familia se trasladó a París en modestas circunstancias. 
Después de la muerte de su padre, en 1883, Vuillard recibió sus primeros estudios en la escuela Hermanos Maristas, más adelante continuó en la École Rocroy y posterior una beca para continuar su educación. En el Lycée Condorcet Vuillard conoció a Ker Xavier Roussel (también un futuro pintor y que sería con el tiempo su cuñado), Maurice Denis, el músico Pierre Hermant, el escritor Pierre Véber y Lugné-Poë. Por consejo de Roussel rechazó seguir la carrera militar y entró en la Escuela de Bellas Artes, donde conoció a Pierre Bonnard.
En 1885, Vuillard dejó el Lycée Condorcet y se unió a su amigo íntimo Ker-Xavier Roussel en el taller del pintor Diogène Maillart. Allí, Roussel y Vuillard recibieron los rudimentos de formación artística.
En 1888, Vuillard se unió a los Nabís y participó en sus exposiciones en la Galería de Le Barc de Boutteville. Más tarde compartió taller con otros miembros de los Nabís, Pierre Bonnard y Maurice Denis. A principios de los años 1890 trabajó para el Théâtre de l'Oeuvre de Lugné-Poë dibujando decoraciones y programas. 

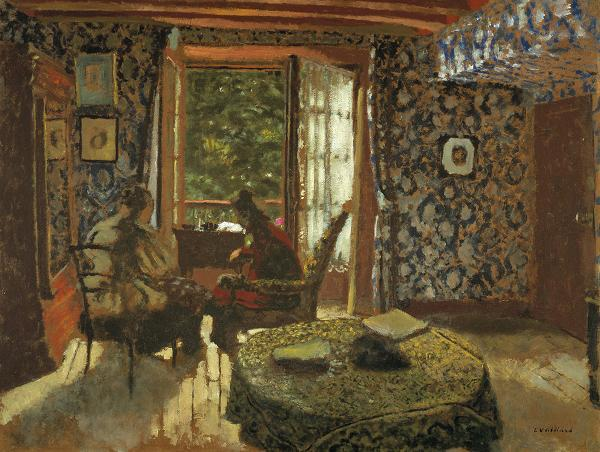
Interior, 1902, Museo de Arte de Dallas.

En 1898 Vuillard visitó Venecia y Florencia. Al año siguiente viajó a Londres. Más tarde marchó a Milán, Venecia y España. Vuillard también viajó por Bretaña y Normandía.
En la década de 1890 conoció a los hermanos Alexandre y Thadée Natanson, los fundadores de la Revue Blanche, y en 1892 hizo por consejo de ellos sus primeras decoraciones (frescos) para la casa de la Sra. Desmarais. Vuillard expuso por vez primera en el Salón de los Independientes de 1901 y en el Salón de Otoño en 1903. Posteriormente tuvo muchos otros encargos similares: en 1894 para Alexandre Natanson, en 1898 para Claude Anet, en 1908 para Bernstein, y en 1913 para Bernheim y para el Teatro de los Campos Elíseos. El último encargo que recibió data de 1938, fue para el Palais de Chaillot en París, en donde trabajó con Bonnard y en 1937 el Palais des Nations en Ginebra.
En sus cuadros Vuillard representó principalmente interiores. La casa donde vivió toda su vida con su madre y su taller fue su máxima inspiración, el artista ponía atención a los colores, materiales, estampados y estilos de la ropa y acentuó el gusto por el detalle. Gran parte de su obra reflejó esta influencia decorativa. Su obra representa la vida interior del modelo y muestra una parte del evento, lo que invita al observador a crear el resto de la escena. El artista decidió pintar la vida cotidiana, las cosas diarias y simples que quedarían en el olvido. Vuillard murió en Baule-Escoublac en 1940.

## Obras
- El interior verde o figura frente a una ventana con cortinas echadas (1891)
- Autorretrato (1892)
- Mujer de azul con niño (Madre e Hijo)
- Mujer durmiendo (1892)
- La madre y la hermana del artista (1893)
- La cortina amarilla (1893)
- Vida matrimonial (1894)
- Mujer con vestido de rayas (1895)
- Toulouse Lautrec cocinando (1898)
- El almuerzo en Villeneuve-sur-Yonne (1902)
- La dama elegante en el Moulin Rouge (1908)
- El desayuno de Madame Vuillard (circa 1923)

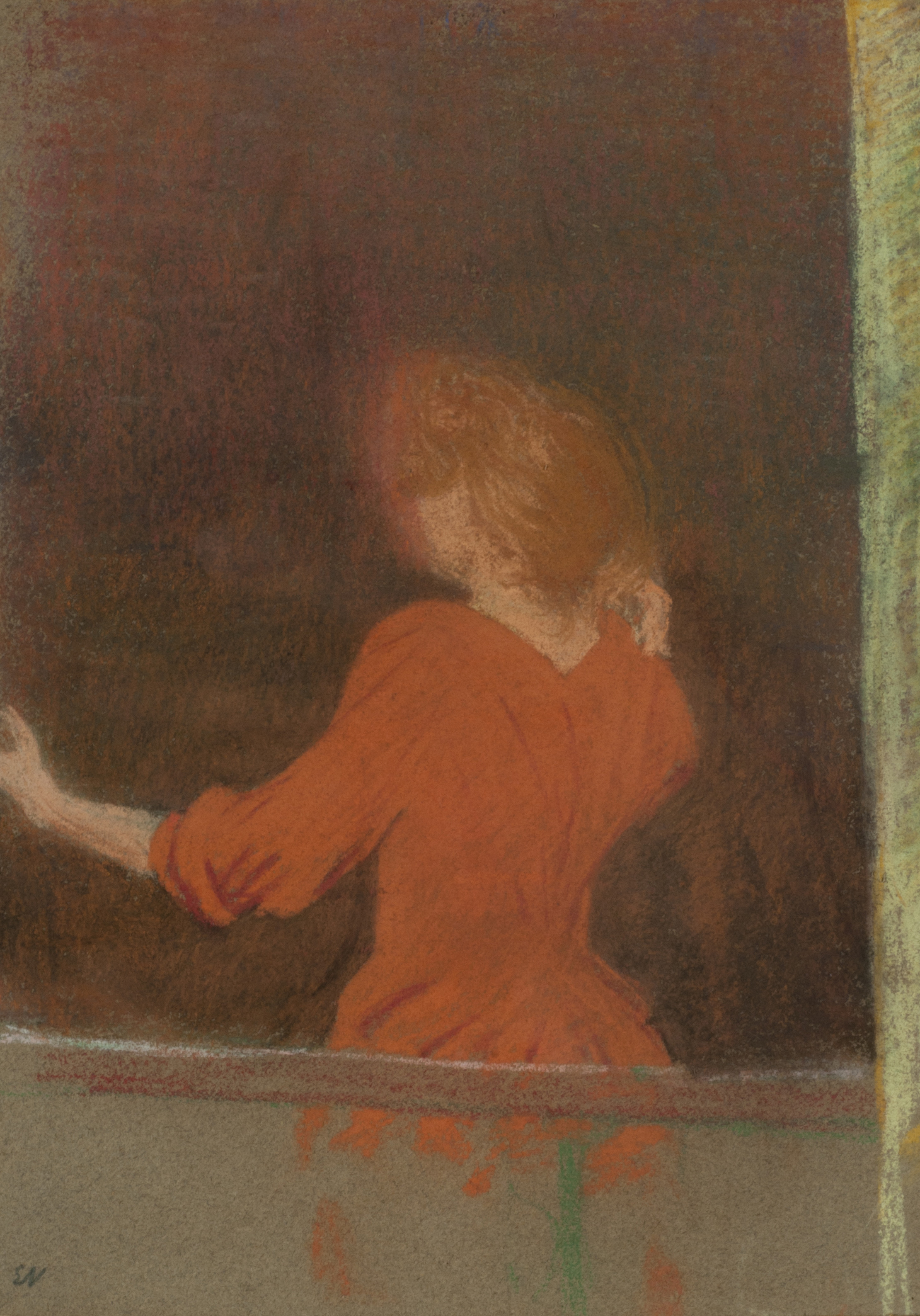
Mujer de rojo, de espaldas en la ventana.